# Vereniging voor Vrouwenbelangen
De Vereniging voor Vrouwenbelangen werd opgericht op 2 oktober 1889 en stond onder leiding van Wilhelmina Drucker. De vereniging was de voorloper van de Vereeniging voor Vrouwenkiesrecht.
De organisatie van de Vereniging voor Vrouwenbelangen hield zich vooral bezig met algemene thema's rondom vrouwenbelangen, zoals onderwijs of economische competenties van vrouwen. In de loop van de jaren '90 van de negentiende eeuw kwam de nadruk meer te liggen op het vrouwenkiesrecht. Daarom werd op 5 februari 1894 de Vereeniging voor Vrouwenkiesrecht opgericht. Deze vereniging zou zich primair bezig gaan houden met het kiesrecht.
Van 1992 tot 2009 gaven zij het tijdschrift Vrouwenbelangen uit.

## Bron
- Lucie Lechnerová, 'Politiek - een mannelijke wereld? De positie van vrouwen in de Nederlandse politiek', Masterthesis Palacký-Universiteit Olomouc, 2017.